# Gunning Bedford Jr.

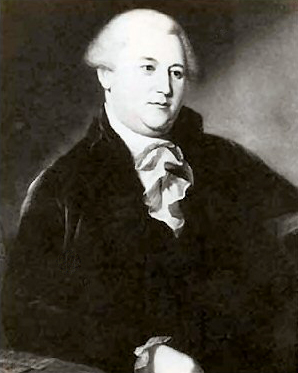
Gunning Bedford, Jr.

Gunning Bedford, Jr., född 1747 i Philadelphia, Pennsylvania, död 30 mars 1812 i Wilmington, Delaware, var en amerikansk politiker och en av USA:s grundlagsfäder. Han var ledamot av kontinentala kongressen 1783-1786.
Bedford utexaminerades 1771 från College of New Jersey (numera Princeton University). Han studerade juridik i Philadelphia och inledde 1779 sin karriär som advokat i Delaware. Han blev 1783 invald i kontinentala kongressen. Han deltog i USA:s konstitutionskonvent 1787 och var en av delegaterna som undertecknade konstitutionen.
Bedfords gravplats har flyttats från First Presbyterian Churchyard i Wilmington till Masonic Home Cemetery i byn Christiana. Hans kusin Gunning Bedford var guvernör i Delaware 1796-1797.